# کماندوها: گروه ضربت
کماندوها: گروه ضربت (به انگلیسی: Commandos: Strike Force) یک بازی ویدئویی در سبک تیراندازی اول شخص و پنجمین قسمت از مجموعه بازی‌های کماندوها است، که توسط پایرو استودیوز ساخته شده و شرکت آیدوس اینتراکتیو آن را در سال ۲۰۰۶ برای مایکروسافت ویندوز، پلی‌استیشن ۲ و ایکس‌باکس منتشر کرده است. در این نسخه تنها ۳ شخصیت قابل کنترل وجود دارد، که شامل هیچ‌کدام از شخصیت‌های بازی‌های قبلی نیستند، کما اینکه شباهت‌های بسیاری بین آن‌ها وجود دارد.
این بازی که در ماه‌های اول سال ۲۰۰۶ عرضه شد، از چهار قسمت قبلی‌اش بسیار فاصله گرفت. اگرچه مأموریت‌ها به روشی مشابه دنبال می‌شوند (چندین هدف، برخی از آن‌ها از طریق مخفی‌کاری، برخی دیگر از طریق استفاده از خشونت قابل دستیابی هستند) و در اغلب موارد به بازیکن اجازه تغییر شخصیت داده می‌شود، این اولین بازی در این سری محسوب می‌شود که از زاویهٔ دید اول شخص مانند بسیاری دیگر از بازی‌های الهام‌گرفته از جنگ جهانی دوم، برخلاف نمای بالای بازی‌های قبلی استفاده می‌کند. از این رو، این بازی بسیار شبیه به مجموعه‌هایی نظیر مدال افتخار یا ندای وظیفه است تا نسخه‌های قبلی این سری.